# Brad Rheingans
Bradley Bert „Brad” Rheingans (ur. 13 grudnia 1953 w Appleton) – amerykański zapaśnik walczący w stylu klasycznym. Olimpijczyk z Montrealu 1976, gdzie zajął czwarte miejsce w wadze 100 kg. Był członkiem kadry na igrzyska w Moskwie 1980, na które nie pojechał z powodu bojkotu.
Brązowy medalista mistrzostw świata w 1979; szósty w 1978 i odpadł w eliminacjach w 1975. Triumfator igrzysk panamerykańskich w 1975 i 1979. Pierwszy w Pucharze Świata w 1976 roku.
Zawodnik North Dakota State University.